# كوينتن فنسنت
كوينتن فنسنت (بالفرنسية: Quentin Vincent)‏ هو لاعب كرة الريشة فرنسي، ولد في 20 مارس 1994.

## وصلات خارجية
- كوينتن فنسنت على موقع BWF.tournamentsoftware.com (الإنجليزية)
- كوينتن فنسنت على موقع BWFbadminton.com (الإنجليزية)